# The Wildest!
Albums de Louis Prima
Breaking It Up!
(1953) The Call of the Wildest
(1957)
The Wildest! est un album de Louis Prima, sorti en 1956.

## L'album
Il fait partie des 1001 albums qu'il faut avoir écoutés dans sa vie. 

### Titres
1. Just a Gigolo/I Ain't Got Nobody (Leonello Casucci, Julius Brammer, Irving Caesar, Spencer Williams, Roger A. Graham) (4:42)
2. (Nothing's Too Good) For My Baby (Ted Eddy, Mack Kay, Frederick Patrick) (2:36)
3. The Lip (Ted Klages, Vic Knight) (2:15)
4. Body and Soul (Frank Eyton, Johnny Green, Edward Heyman, Robert Sour) (3:22)
5. Oh Marie (Eduardo Di Capua, arrangements Louis Prima) (2:25)
6. Basin Street Blues/When It's Sleepy Time Down South (Spencer Williams, Leon Rene, Otis Rene, Clarence Muse) (4:12)
7. Jump, Jive, an' Wail (Prima) (3:28)
8. Buona Sera (Peter DeRose, Carl Sigman) (2:58)
9. Night Train (Jimmy Forrest) (2:46)
10. (I'll Be Glad When You're Dead) You Rascal You (Sam Theard) (3:13)

### Musiciens
- Louis Prima : chant, trompette
- Keely Smith : chant
- Jack Marshall : guitare
- Sam Butera : saxophone tenor
- James Blount, Jr. : trombone
- Willie McCumber : piano
- Amato Rodrigues : basse
- Bobby Morris : batterie